# Aleš Brezavšček
Aleš Brezavšček (ur. 30 listopada 1972 w Mojstranie) – słoweński narciarz alpejski.

## Kariera
Po raz pierwszy na arenie międzynarodowej Aleš Brezavšček pojawił się w 1990 roku, kiedy wystąpił na mistrzostwach świata juniorów w Zinal. W swoim jedynym starcie zajął tam dziesiąte miejsce w gigancie. Na rozgrywanych rok później mistrzostwach świata juniorów w Geilo był siódmy w supergigancie, dziewiąty w gigancie oraz dziesiąty w zjeździe.
W zawodach Pucharu Świata zadebiutował 12 stycznia 1993 roku w St. Anton am Arlberg, zajmując 43. miejsce w supergigancie. Pierwsze pucharowe punkty wywalczył 2 grudnia 1995 roku w Vail, gdzie zajął 19. miejsce w tej samej konkurencji. Nigdy nie stanął na podium zawodów pucharowych; był między innymi siódmy w zjeździe 12 grudnia 1998 roku w Val d’Isère. Najlepsze wyniki osiągał w sezonie 1998/1999, kiedy zajął 69. miejsce w klasyfikacji generalnej, a klasyfikacji zjazdu 27. pozycję. Był też między innymi czternasty w klasyfikacji kombinacji w sezonie 1996/1997.
Kilkukrotnie startował na mistrzostwach świata, najlepszy wynik osiągając podczas mistrzostw świata w Vail w 1999 roku, gdzie był jedenasty w zjeździe. Był też między innymi trzynasty w kombinacji na rozgrywanych trzy lata wcześniej mistrzostwach świata w Sierra Nevada. W 1998 roku wystartował na igrzyskach olimpijskich w Nagano, gdzie jego najlepszym wynikiem było siódme miejsce w kombinacji. Na tej samej imprezie zajął 28. miejsce w supergigancie, a rywalizacji w zjeździe nie ukończył. Kilkukrotnie zdobywał medale mistrzostw Słowenii, w tym złote w zjeździe i supergigancie w 1996 roku.

## Osiągnięcia

### Igrzyska olimpijskie
| Miejsce | Dzień     | Rok  | Miejscowość | Konkurencja | Czas biegu | Strata | Zwycięzca        |
| ------- | --------- | ---- | ----------- | ----------- | ---------- | ------ | ---------------- |
| 7.      | 12 lutego | 1998 | Nagano      | Kombinacja  | 3:08,06    | +12,03 | Mario Reiter     |
| DNF     | 13 lutego | 1998 | Nagano      | Zjazd       | 1:50,11    | -      | Jean-Luc Crétier |
| 28.     | 16 lutego | 1998 | Nagano      | Supergigant | 1:34,82    | +3,72  | Hermann Maier    |

### Mistrzostwa świata
| Miejsce | Dzień     | Rok  | Miejscowość   | Konkurencja | Czas biegu | Strata | Zwycięzca                |
| ------- | --------- | ---- | ------------- | ----------- | ---------- | ------ | ------------------------ |
| 23.     | 13 lutego | 1996 | Sierra Nevada | Supergigant | 1:21,80    | +2,05  | Atle Skårdal             |
| 39.     | 17 lutego | 1996 | Sierra Nevada | Zjazd       | 2:00,17    | +4,73  | Patrick Ortlieb          |
| 13.     | 19 lutego | 1996 | Sierra Nevada | Kombinacja  | 3:31,95    | +6,09  | Marc Girardelli          |
| 22.     | 3 lutego  | 1997 | Sestriere     | Supergigant | 1:29,68    | +2,03  | Atle Skårdal             |
| 28.     | 8 lutego  | 1997 | Sestriere     | Zjazd       | 1:51,11    | +3,13  | Bruno Kernen             |
| 23.     | 2 lutego  | 1999 | Vail          | Supergigant | 1:14,53    | +2,40  | Lasse Kjus Hermann Maier |
| 11.     | 6 lutego  | 1999 | Vail          | Zjazd       | 1:40,60    | +2,50  | Hermann Maier            |

### Mistrzostwa świata juniorów
| Miejsce | Dzień       | Rok  | Miejscowość | Konkurencja | Czas biegu | Strata | Zwycięzca         |
| ------- | ----------- | ---- | ----------- | ----------- | ---------- | ------ | ----------------- |
| 10.     | 24 marca    | 1990 | Zinal       | Gigant      | 2:20,38    | +3,08  | Lasse Kjus        |
| 7.      | 8 kwietnia  | 1991 | Geilo       | Supergigant | 1:27,16    | +1,24  | Jure Košir        |
| 10.     | 11 kwietnia | 1991 | Geilo       | Zjazd       | 1:05,48    | +1,47  | Ivan Bormolini    |
| 9.      | 12 kwietnia | 1991 | Geilo       | Gigant      | 2:04,64    | +0,60  | Massimo Zucchelli |

### Puchar Świata

#### Miejsca w klasyfikacji generalnej
- sezon 1995/1996: 125.
- sezon 1996/1997: 97.
- sezon 1997/1998: 125.
- sezon 1998/1999: 69.

#### Miejsca na podium w zawodach
Brezavšček nigdy nie stanął na podium zawodów PŚ.